# Costantino Ruspoli
Costantino Ruspoli (Roma, 8 luglio 1891 – El Alamein, 26 ottobre 1942) è stato un militare italiano, insignito della medaglia d'oro al valor militare alla memoria nel corso della seconda guerra mondiale.

## Biografia
Nacque a Roma l'8 luglio 1891, all'interno di un nobile ed antico casato di origine fiorentina, figlio di Carlo e di Palma Maria Talleyrand Perigord. Partecipò alla prima guerra mondiale nelle file del Reggimento "Savoia Cavalleria" (3º) con il grado di sottotenente di complemento dell'arma di cavalleria. Dopo avere fatto parte di una missione militare in Romania venne posto in congedo nel giugno del 1920 e si trasferì in Belgio. Promosso capitano nel 1938, rientrò in Italia alla dichiarazione di guerra a Francia e Gran Bretagna del 10 giugno 1940, e nel novembre dello stesso anno fu richiamato in servizio attivo. Assegnato al Reggimento "Genova Cavalleria" (4º) nel gruppo squadroni appiedato, malgrado non fosse più giovanissimo, ottenne di passare nella specialità paracadutisti. Frequentò l'apposito corso presso la Scuola paracadutisti di Tarquinia e ottenuto il relativo brevetto venne destinato al 187º Reggimento paracadutisti della 185ª Divisione paracadutisti "Folgore" in Africa Settentrionale Italiana che, il 1º luglio 1942, raggiunse in volo. Assunto il comando della 11ª Compagnia del IV Battaglione, partecipò alla seconda battaglia di El Alamein. Cadde in combattimento la sera del 26 ottobre 1942, circa alle 23:00, durante un disperato contrattacco contro le truppe inglesi, colpito da una raffica di mitra appena lasciato la trincea. Fu insignito della medaglia d'oro al valor militare alla memoria.